# قائمة المجازر في يهودا الرومانية
فيما يلي قائمة بالمجازر التي حدثت في مقاطعة يهودا الرومانية قبل إنشاء مقاطعة سوريا فلسطين الرومانية.
- للمذابح التي حدثت في جنوب بلاد الشام قبل الحرب العالمية الأولى، انظر قائمة المجازر في الشام العثمانية
- للمجازر التي حدثت في فلسطين الانتدابية، انظر قائمة القتل والمجازر في فلسطين الانتدابية.
- للمجازر التي حدثت في سوريا الحديثة انظر قائمة المجازر في سوريا.
- للمذابح التي وقعت خلال حرب فلسطين عام 1948، انظر أعمال القتل والمجازر خلال حرب فلسطين عام 1948.
- للمذابح التي حدثت في إسرائيل بعد إعلان الاستقلال، انظر قائمة المجازر في إسرائيل.
- للمجازر التي وقعت في الضفة الغربية وقطاع غزة منذ 1994، انظر قائمة المجازر في الاراضي الفلسطينية.
- للمذابح التي حدثت خلال الحرب الأهلية السورية منذ عام 2011، انظر قائمة المجازر خلال الحرب الأهلية السورية.

| الاسم                                      | التاريخ   | الموقع                      | الطرف المسؤول             | حالات الوفاة                                   | ملاحظات |
| ------------------------------------------ | --------- | --------------------------- | ------------------------- | ---------------------------------------------- | --- |
| مذبحة إبان ثورة السامريين (36 م)           | 36 م      | جبل جرزيم                   | بيلاطس البنطي والرومان    | عدد غير معروف من السامريين                     | تمرد السامريون على الرومان عام 36 م. قام أحد المتعصبين بتجميعهم في جبل جرزيم، ووعدهم بالكشف عن الأواني المقدسة التي علموا بها، وقد دفنها موسى هناك، وتم ذبح المتمردين بلا رحمة بأمر من بيلاطس البنطي. |
| مذبحة خلال الحرب اليهودية الرومانية الأولى | 66 م      | مقاطعة يهودا                | روما                      | رقم مجهول                                      | قُتل اليهود على يد الرومان طوال الحرب؛ 97،000 مستعبد؛ الأولى من ثلاث ثورات يهودية كبرى ضد الرومان؛ أدت إلى تدمير الهيكل. تهجير مدمر للسكان اليهود حيث قضت المذبحة على نسبة كبيرة من سكانهم.            |
| مذبحة خلال الحرب اليهودية الرومانية الأولى | 66 م      | مقاطعة يهودا                | المتمردون اليهود          | 250،000 - 1،100،000                            | مذبحة الحاميات الرومانية في مسادا وسيبروس وأورشليم. |
| مذبحة خلال الحرب اليهودية الرومانية الأولى | 67 م      | جبل جرزيم                   | القوات الرومانية          | 11،600 سامري ويهودي                            | شكّل هذا الهروب كارثة للمجتمع السامري. |
| حرب كيتوس                                  | 115-117 م | مقاطعة اليهودية وأماكن أخرى | الرومان والمتمردون اليهود | أكثر من 440،000 (أغلبهم من الرومان اليونانيين) | مذابح واسعة النطاق لكل من اليهود والرومان |
| ثورة بار كوخبا                             | 132-136 م | مقاطعة اليهودية             | روما                      | 580،000 يهودي                                  | انتصار روماني حاسم. استعبد الرومان العديد من يهود يهودا وقتلوهم. تم قمع السلطة الدينية والسياسية اليهودية ومنع اليهود من أورشليم. إعادة تسمية ودمج يهودا في مقاطعة سوريا فلسطين.                      |